# (74275) 1998 SB117
(74275) 1998 SB117 – planetoida z pasa głównego asteroid okrążająca Słońce w ciągu 4,69 lat w średniej odległości 2,8 j.a. Odkryta 26 września 1998 roku.